# Rudolf Kraj
Rudolf Kraj, född 5 december 1977 i Mělník, Tjeckoslovakien, är en tjeckisk boxare som tog OS-silver i lätt tungviktsboxning 2000 i Sydney. Vid amatörboxnings-VM 2003 i Bangkok tog Kraj brons.